# Волошово
Волошово (рос. Волошово) — селище у Лузькому районі Ленінградської області Російської Федерації.
Населення становить 1134 особи. Належить до муніципального утворення Волошовське сільське поселення.

## Історія
Згідно із законом від 28 вересня 2004 року № 65-оз належить до муніципального утворення Волошовське сільське поселення.

## Населення
| 1838 | 1862 | 1961 | 1990  | 1997  | 2007  | 2010  |
| ---- | ---- | ---- | ----- | ----- | ----- | ----- |
| 194  | ↗262 | ↗435 | ↗1754 | ↘1149 | ↗1186 | ↘1134 |